# Hemmungsfehlbildung
Eine Hemmungsfehlbildung ist eine Fehlbildung, die durch einen vorzeitigen Stillstand der Organentwicklung gekennzeichnet ist. Ursachen einer Hemmungsfehlbildung sind entweder mechanische Hindernisse, genetische Störungen oder exogene Einflussfaktoren. Eine Hemmungsfehlbildung führt zu einem fehlenden Organ (Agenesie oder Aplasie) oder zu einer Unterentwicklung (Hypoplasie) des Organs. Auch fehlerhafte Lokalisationen können aufgrund ausbleibender Organverlagerungen auftreten, beispielsweise bei der Omphalozele.